# Thailand International 2024
Die Thailand International 2024 im Badminton fanden vom 26. bis 31. März 2024 in Nakhon Ratchasima statt. Das Turnier trug den kompletten Titel Toyota International Challenge 2024.

## Sieger und Platzierte
| Disziplin    | Gold                                      | Silber                                         | Bronze                                      |
| ------------ | ----------------------------------------- | ---------------------------------------------- | ------------------------------------------- |
| Herreneinzel | Panitchaphon Teeraratsakul                | Ikhsan Leonardo Imanuel Rumbay                 | Minoru Koga                                 |
| Herreneinzel | Panitchaphon Teeraratsakul                | Ikhsan Leonardo Imanuel Rumbay                 | Ayush Shetty                                |
| Dameneinzel  | Riko Gunji                                | Mutiara Ayu Puspitasari                        | Thamonwan Nithiittikrai                     |
| Dameneinzel  | Riko Gunji                                | Mutiara Ayu Puspitasari                        | Kaoru Sugiyama                              |
| Herrendoppel | Kang Khai Xing Aaron Tai                  | Peeratchai Sukphun Pakkapon Teeraratsakul      | Chiu Hsiang-chieh Liu Kuang-heng            |
| Herrendoppel | Kang Khai Xing Aaron Tai                  | Peeratchai Sukphun Pakkapon Teeraratsakul      | Lwi Sheng Hao Jimmy Wong                    |
| Damendoppel  | Laksika Kanlaha Phataimas Muenwong        | Lin Xiao-min Liu Chiao-yun                     | Hung Hsin-en Hung Yu-en                     |
| Damendoppel  | Laksika Kanlaha Phataimas Muenwong        | Lin Xiao-min Liu Chiao-yun                     | Miki Kanehiro Rui Kiyama                    |
| Mixed        | Pakkapon Teeraratsakul Phataimas Muenwong | Marwan Faza Felisha Alberta Nathaniel Pasaribu | Verrell Yustin Mulia Priskila Venus Elsadai |
| Mixed        | Pakkapon Teeraratsakul Phataimas Muenwong | Marwan Faza Felisha Alberta Nathaniel Pasaribu | Amri Syahnawi Indah Cahya Sari Jamil        |